# Agata Buzek

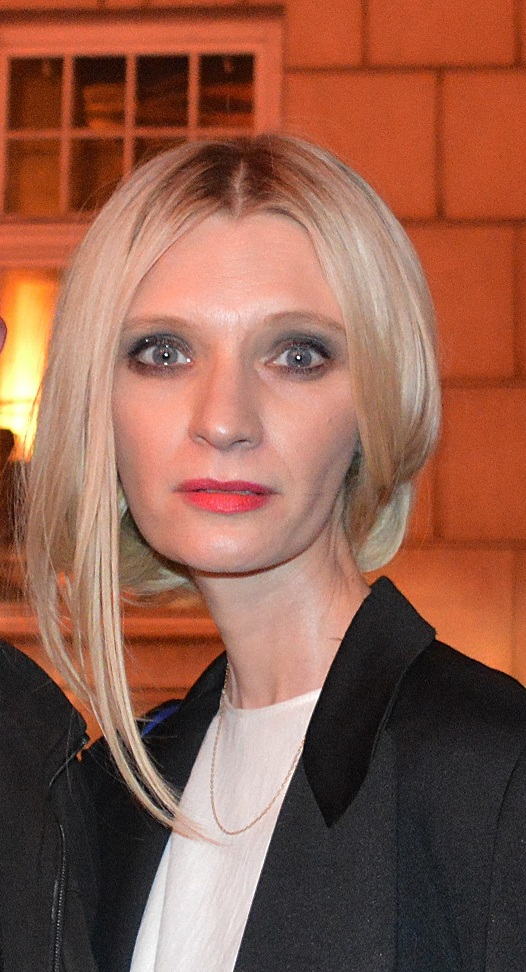
Agata Buzek (2018)

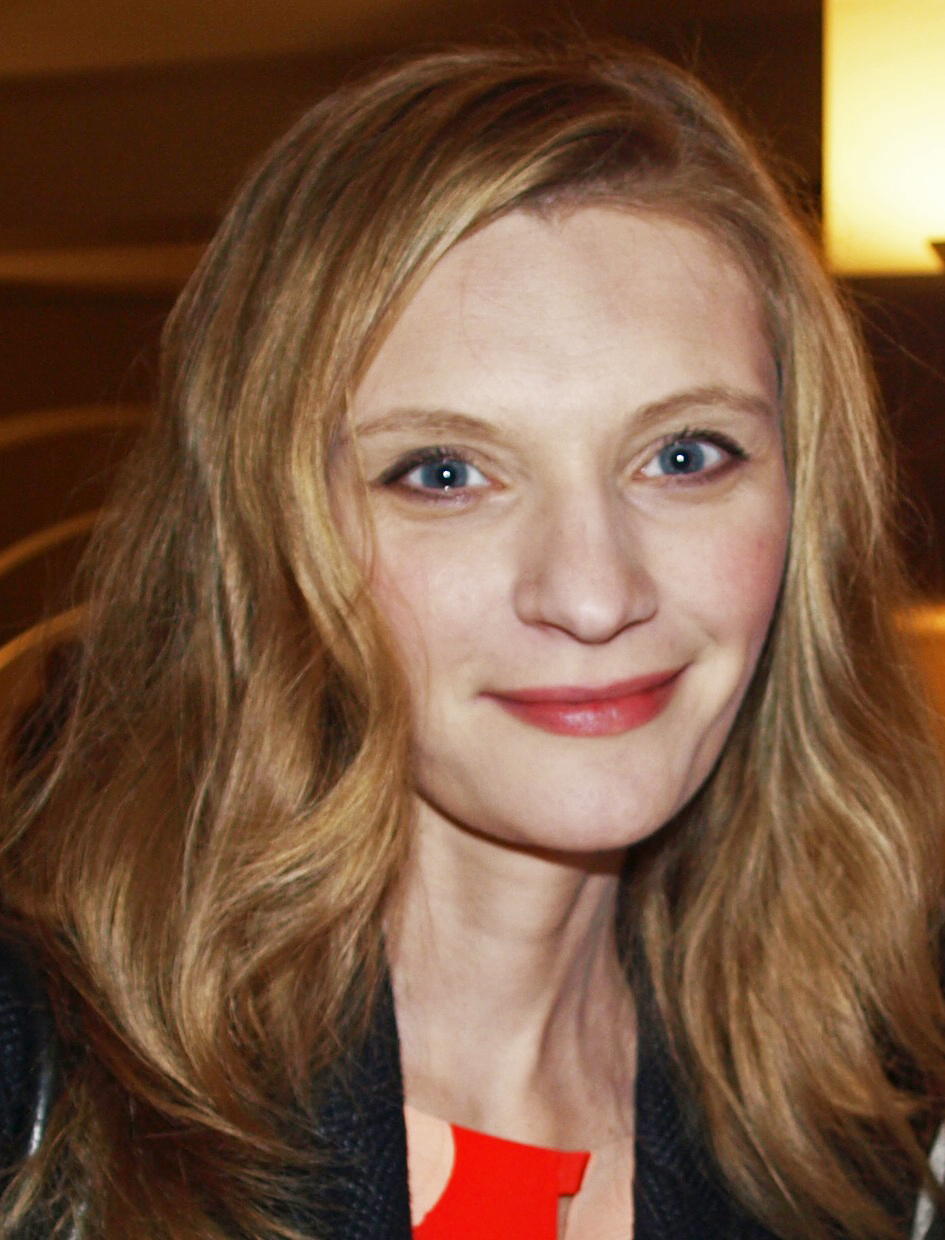
Agata Buzek (2013)

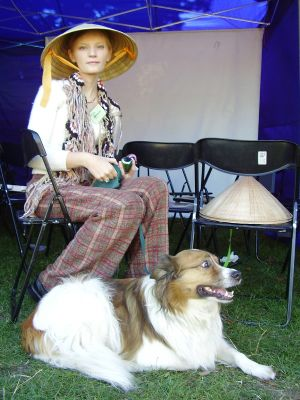
Agata Buzek (2005)

Agata Bronisława Buzek (* 20. September 1976 in Pyskowice) ist eine polnische Schauspielerin.

## Leben
Agata Buzek ist die Tochter des ehemaligen polnischen Ministerpräsidenten und Präsidenten des Europäischen Parlamentes Jerzy Buzek. Mitte der 1980er-Jahre erkrankte sie an Kinderlähmung und ging mit ihrer Familie für zwei Jahre nach Deutschland, wo sie erfolgreich behandelt werden konnte. Sie schloss ihre Schauspielausbildung an der Akademia Teatralna Warschau 1999 ab und arbeitet neben der Schauspielerei als Model in Paris. Ihr Filmdebüt gab sie 1997. Ihr Theaterdebüt hatte sie 1999 am Teatr Ateneum in Warschau. Seit 2006 ist sie verheiratet. 2007 übernahm sie eine Rolle in der Folge Fettkiller der deutschen Krimi-Reihe Tatort. Die Folge wurde am 30. Dezember 2007 in der ARD ausgestrahlt. 2008 spielte sie die Maria in der Folge Eine Maria aus Stettin der deutschen Krimiserie Polizeiruf 110, die am 21. September 2008 ausgestrahlt wurde. Für ihre Rolle in dem 2009 veröffentlichten Film Rewers wurde sie 2010 auf dem Polnischen Filmfestival Gdynia mit dem Darstellerpreis ausgezeichnet und 2010 mit dem Polnischen Filmpreis. Auf der Berlinale 2010 wurde sie als eine von zehn Nachwuchsschauspielern mit dem europäischen Shooting Star ausgezeichnet.

## Filmografie (Auswahl)
- 1998: Kochaj i rób co chcesz – Regie: Robert Gliński
- 1999: Wrota Europy – Regie: Jerzy Wójcik
- 2001: Wiedźmin – Regie: Marek Brodzki
- 2002: Suplement – Regie: Krzysztof Zanussi
- 2002: Zemsta – Regie: Andrzej Wajda
- 2002: Das letzte Versteck – Regie: Pierre Koralnik
- 2006: Valerie – Regie: Birgit Möller
- 2007: Paparazzo
- 2007: Nightwatching – Das Rembrandt-Komplott (Nightwatching) – Regie: Peter Greenaway
- 2007: Tatort: Fettkiller
- 2008: Teraz albo nigdy!
- 2008: Polizeiruf 110: Eine Maria aus Stettin – Regie: Stephan Wagner
- 2009: Mitten im Sturm (Within the Whirlwind) – Regie: Marleen Gorris
- 2009: Rewers
- 2011: Sommer auf dem Land (Święta krowa) – Regie: Radek Węgrzyn
- 2013: Redemption – Stunde der Vergeltung (Hummingbird) – Regie: Steven Knight
- 2016: Agnus Dei – Die Unschuldigen (Les innocentes)
- 2018: High Life – Regie: Claire Denis
- 2019: Weiß wie Schnee – Wer ist die Schönste im ganzen Land? (Blanche comme neige) – Regie: Anne Fontaine
- 2019: Dunkel, fast Nacht (Ciemno, prawie noc) – Regie: Borys Lankosz
- 2019: Ja teraz klamie  – Regie: Pawel Borowski
- 2020: Schlaf – Regie: Michael Venus
- 2020: Erotica 2022 – Regie: Kasia Adamik, Olga Chajdas, Anna Jadowskac, Anna Kazejak, Jagoda Szelc
- 2020: Die Grube (Bedre)
- 2021: Mein wundervolles Leben (Moje wspaniale zycie)
- 2021: Paradis sale – Regie: Bertrand Mandico
- 2021: Dune Dreams
- 2021: After Blue (After Blue (Paradis sale))
- 2022: Illusion (Iluzja)
- 2022: Das Netz – Prometheus (Fernsehserie, Episode 1x01)
- 2023: Conann
- 2023: Dovbush

## Auszeichnungen
- 2010: Polnisches Filmfestival Gdynia – Beste Hauptdarstellerin (in dem Film Rewers)
- 2010: Polnischer Filmpreis – Beste Hauptdarstellerin (in dem Film Rewers)
- 2022: Polnischer Filmpreis – Beste Hauptdarstellerin (in dem Film Moje wspaniale zycie)